# الكسندر زاكس
الكسندر زاكس (بالإنجليزية: Alexander Sachs)‏ هو مصرفي واقتصادي أمريكي، ولد في 1 أغسطس 1893، وتوفي في 23 يونيو 1973.